# Mário Augusto da Silva
Mário Augusto da Silva foi um cientista português. Nasceu e morreu em Coimbra (Almedina, 7 de janeiro de 1901 – 13 de julho de 1977). Diplomou-se em ciências (1917) e passou a escrever artigos para jornais como o notável trabalho filosófico-científico Sobre o Problema da Génese (1920).
Na Universidade de Coimbra ocupou, sucessivas vezes, o cargo de assistente da Faculdade de Ciências (1921 - 1922 - 1924). Iniciou o seu doutoramento no Institut du Radium, como bolsista (1925), onde estudou com Madame Curie e se tornou amigo de grandes cientistas como Frédéric Joliot, Irène Joliot-Curie, Salomon Rosenblum.
Em 1926, apresentou à Academia de Ciências de Paris o seu artigo Mobilité des Ions Négatifs et Courants d´Ionisation dans l´Argon Pur, que o levou a ser eleito membro da Société Française de Physique. Obteve o Doctorat d'État, ès-sciences, pela Universidade de Paris (1928), defendendo a tese intitulada Recherches Expérimentales sur l´Électroaffinité des Gaz, perante uma mesa formada por três grandes cientistas franceses: Madame Curie (Presidente), Jean Perrin e André-Louis Debierne.
Em 1929 retornou a Portugal e foi nomeado professor auxiliar da Faculdade de Ciências da Universidade de Coimbra, onde iniciou suas pesquisas sobre núcleos atômicos, que infelizmente tiveram que ser interrompidos por problemas internos na universidade.
Publicou um trabalho pioneiro sobre radioactividade em Portugal, La Radioactivité des Gaz Spontanés de la Source de Luso (1930), em congresso de Hidrologia, climatologia e Ciências Médicas.
Juntamente com o professor de medicina Álvaro de Matos criou o Instituto do Rádio de Coimbra (1931),  e - com Teixeira Lopes, seu assistente, e Armando Lacerda, diretor do Laboratório de Fonética Experimental da Faculdade de Letras, a primeira emissora de rádio do país: a Emissora Universitária de Coimbra (1933). Foi eleito membro da American Physical Society em 1941.
Por ter sido membro da Comissão Executiva do MUNAF (Movimento de Unidade Nacional Anti-Fascista), após convite de Bento de Jesus Caraça e vice-Presidente da Comissão Distrital por Coimbra do Movimento de Unidade Democrática (MUD), foi preso pela primeira vez em 1946. Ficou preso cerca de 2 meses sem culpa formada e mais tarde ficou em prisão domiciliária.
A 18 de Junho de 1947 foi aposentado compulsivamente da Universidade de Coimbra. Só depois do 25 de Abril, a 11 de fevereiro de 1976, foi finalmente reintegrado na Universidade de Coimbra.